# Commelina elgonensis
Commelina elgonensis är en himmelsblomsväxtart som beskrevs av Arthur Allman Bullock. Commelina elgonensis ingår i släktet himmelsblommor, och familjen himmelsblomsväxter. Inga underarter finns listade.